# Charlotte Perkins Gilman
Charlotte Perkins Gilman, född Perkins den 3 juli 1860 i Hartford, Connecticut, död 17 augusti 1935 i Pasadena, Kalifornien, var en amerikansk författare och feminist. Hon skrev romaner samt böcker om ekonomi och kvinnors yrkesarbete. Hennes mest berömda verk är Woman and Economics (1898). Idag finns ett stort intresse för hennes verk, som kommer ut i nyutgåvor. Hon gav ut tidskriften The Forerunner.

## Feministiska nationalekonomins moder
Gilman såg ojämlikheten mellan könen som ett resultat av den institutionella strukturen, inte något som berodde på biologiska faktorer. Förändringar av institutionerna kunde därför förbättra kvinnans ställning, samtidigt som de också gynnade samhället i stort. Hon föreslog i sina böcker mer jämlika äktenskap. Hon förutspådde också att barnuppfostran och annat oavlönat arbete i hemmen skulle utvecklas till marknadsbaserade tjänster. På grund av denna inriktning i hennes ekonomiska böcker betraktas hon idag av många som den feministiska nationalekonomins moder. 

## Samhälle och rastankar
Gilman hade tankar kring ras som idag skulle ses som kontroversiella. Bland annat ansåg hon att invandrade i USA i många avseenden var underlägsna (inferior). Gilmans lösning var att svarta "under en viss grad av medborgarskap" - de som ej var "anständiga, självförsörjande och progressiva" skulle tas om hand av staten och förses med arbete.